# کیتی لی جنر
کیتی لی جنر (زاده ۱۲ سپتامبر ۱۸۵۳  – درگذشته ۲۱ اکتبر ۱۹۳۶) یک هنرمند، سخن‌سرا و نویسنده کورنی بود که به راه‌اندازی کورنیش گورسد کمک کرد. او در کورن‌وال بزرگ شد و در لندن هنر خواند. او بعداً با انتشار شش رمان با نام کاترین لی و همچنین نوشتن کتاب‌هایی در مورد نمادگرایی مسیحی، به نویسندگی روی آورد. او پس‌از ازدواج با هنری جنر در سال ۱۸۷۷ به‌عنوان خانم هنری جنر و کاترین جنر شناخته شد. این زوج دارای یک فرزند مشترک بودند.
جنر علاوه‌بر حرفه نویسندگی خود، با همسرش روی موضوعاتی مانند هنر دینی و احیای زبان کورنی کار کرد. پس‌از تبدیل شدن به یک سخن‌سرا گورسد در سال ۱۹۰۴، او نام مورورن را برگزید. او در سال ۱۹۳۶ در ۸۳ سالگی در خانه‌اش درگذشت.

## اوایل زندگی
کاترین لی رالینگ دختر بزرگ کترین و ویلیام رالینگ در ۱۲ سپتامبر ۱۸۵۳ در هایل در کورن‌وال متولد شد. او در خانه تحصیل کرد و سپس در لندن در مدرسه ملی آموزش هنر (کالج سلطنتی هنر فعلی) در کنزینگتون جنوبی و مدرسه هنرهای زیبای اسلید در بلومزبری تحصیل کرد. او طرح‌ها و نقاشی با آبرنگ خلق می‌کرد و بعدها به‌خاطر نویسندگی‌اش به شهرت رسید.
رالینگ در ۱۲ ژوئیه ۱۸۷۷ با هنری جنر ازدواج کرد و به کیتی جنر یا خانم هنری جنر معروف شد. شوهرش از سال ۱۸۷۳ با او مکاتبه کرده بود، زمانی که با پدرش در مورد زبان کورنی مصاحبه کرد، موضوعی که بعدها به یک علاقه تحقیقاتی عمده برای این زوج تبدیل شد. آنها در اروپا به ماه عسل رفتند و در ۲۱ ژوئن ۱۸۷۸ جنر تنها فرزند خود، سیسیلی کاترین یسلت جنر را به دنیا آورد.

## پیشه
جنر اولین رمان خود را در سال ۱۸۸۲ منتشر کرد. عنوان آن «گل وحشی غربی» بود و او از نام مستعار کاترین لی استفاده کرد. او قرار بود پنج رمان دیگر منتشر کند که آخرین رمان «وقتی ثروت اخم می‌کند: زندگی و ماجراهای گیلبرت کازوارث، یک جنتلمن از کورن‌وال، چگونه او برای شاهزاده چارلز در سال‌های ۱۷۴۵ و ۱۷۴۶ جنگید و پس‌از آنچه بر سر او آمد (۱۸۹۵)» بود. تا زمانی که شهرت شوهرش در سنین پیری افزایش یافت، و کارنامه نویسندگی او بیش از پیش شناخته شد. جنر داستان قیام یعقوبی‌ها در سال ۱۷۴۵ و نبرد کالودن را بازگو کرد. روزنامه تایمز در بررسی خود اظهار داشت: «او با اعتبار خود را تبرئه می‌کند».

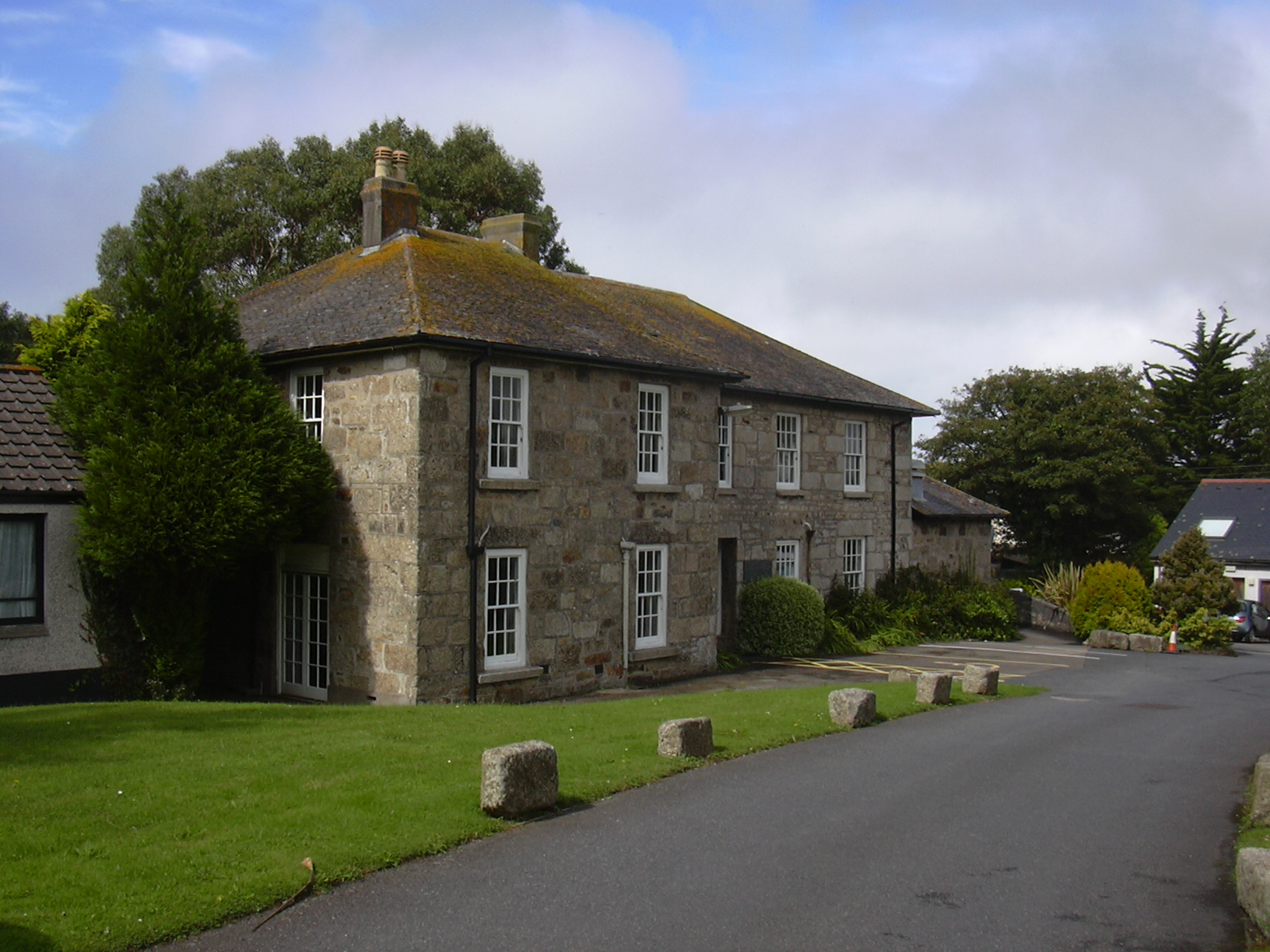
باسپوز، خانه‌ای در هایل که جنر با همسرش از سال ۱۹۰۹ به بعد در آن زندگی می‌کرد.

جنر و همسرش یعقوبی‌هایی مشتاق بودند و به‌عنوان بخشی از احیای نئوژاکوبیت به گروه رز سفید پیوستند. آنها در سال ۱۹۰۹ به شهر زادگاه جنر، هایل بازگشتند و در فرهنگ کورنی غوطه‌ور شدند و در خانه‌ای زندگی می‌کردند که آنها باسپوز می‌نامیدند. آنها با هم روی احیای زبان کورنی و هنر دینی کار کردند.
در سال ۱۹۰۴، جنر با نام مورورن در گورسد سیمرو به یک سخن‌سرا تبدیل شد. در اوت ۱۹۲۸، ده نفر از مردم کورنی به‌عنوان سخن‌سرا در گورسد در تراورچی شروع به کار کردند و قصد داشتند یک گورسده کورنی برای ترویج زبان و فرهنگ کورنی راه‌اندازی کنند. جنر و همسرش برای تشکیل شورای گورسده کرنو به این گروه پیوستند. اولین گورسد در دایره سنگی بوسکاوین ( اون ) در سپتامبر ۱۹۲۸ برگزار شد.
در دهه ۱۹۰۰، جنر سه اثر غیرداستانی در مورد استفاده از نمادگرایی در مسیحیت منتشر کرد. دی. اچ. لارنس با اشاره به نمادگرایی مسیحی (۱۹۱۰) خود نوشت: «درک کل لازم است. بالاخره آن را دریافت کردم». پس‌از خواندن کتاب، او شروع به استفاده از ققنوس به‌عنوان نشان خود کرد. جنر در کتاب خود معنای نمادین ققنوس را به‌عنوان «رستاخیز مردگان و پیروزی آن بر مرگ» توضیح داده بود و اظهار داشت که «ققنوس به‌خودی‌خود نماد شناخته‌شده رستاخیز مسیح بود».
جنر در «در کوه‌های آلزاس: روایتی از یک تور در ووسگ (با نقشه) (۱۸۸۳)» نوشت و مصور کرد که شرحی از یک تور اروپایی ساخته‌شده در سال ۱۸۸۲ بود که به دخترش یسلت تقدیم شده بود. او در سال ۱۹۲۶ کتاب شعری با عنوان «ترانه‌های ستارگان و دریا» منتشر کرد.

## آثار
- صفحه عنوان کتاب «در کوه‌های آلزاس» (۱۸۸۳)
- تصویر کلیسای نیدر هاسلاخ از «در کوه‌های آلزاس» (۱۸۸۳)
- جلد «وقتی ثروت اخم می‌کند» (نسخه ۱۸۹۷)
- تصویرگری جنر برای کتابش «در شهر لندن: رمان (جلد ۳)» (۱۸۸۴)[۱۲]

## مرگ

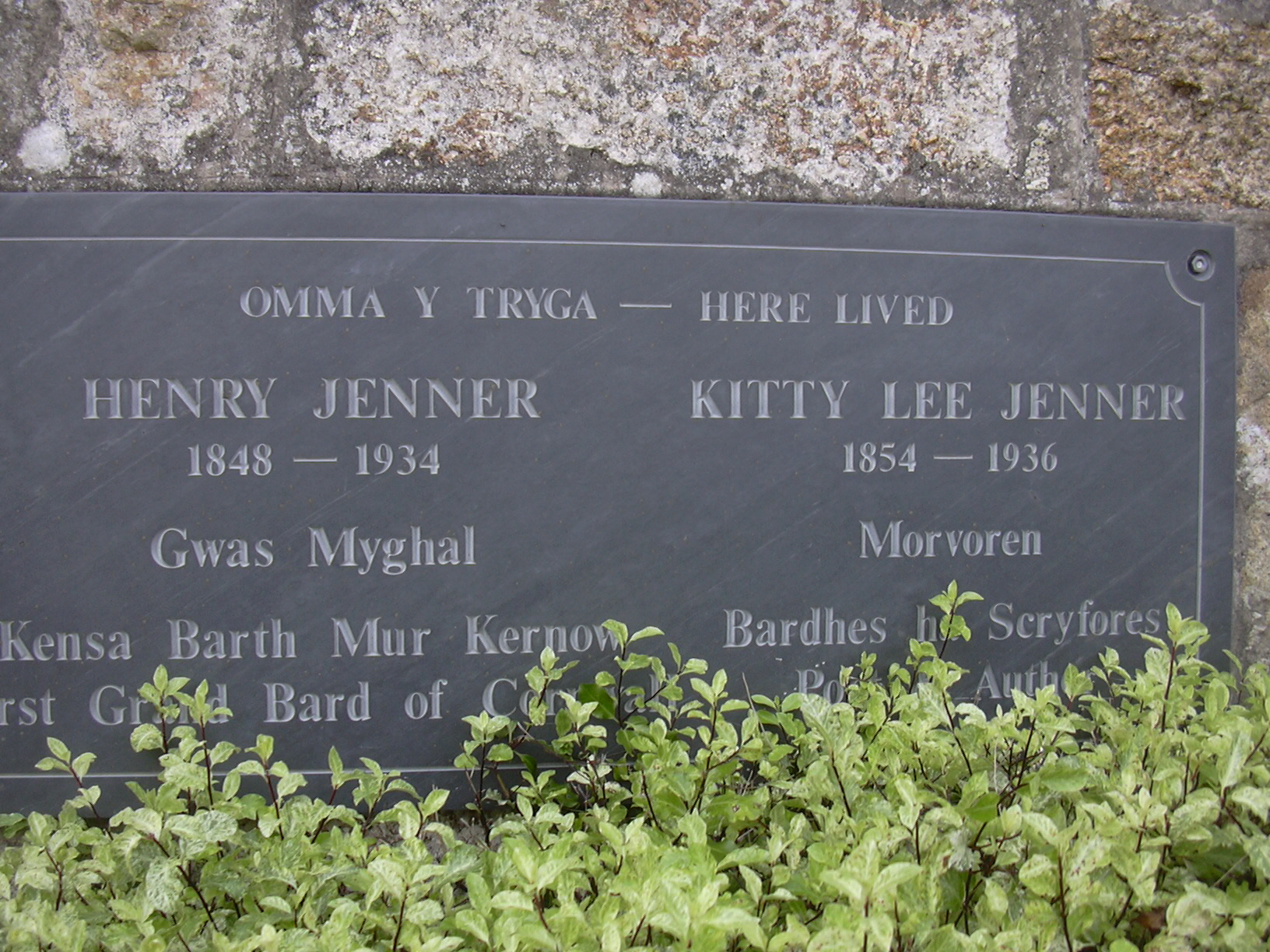
لوح یادبودی به زبان کورنی و انگلیسی برای کیتی و هنری جنر

جنر در ۲۱ اکتبر ۱۹۳۶ بر اثر میوکاردیت در خانه درگذشت. او حدود ۲۳٬۰۰۰ پوند در وصیت‌نامه خود باقی گذاشت (معادل۲٬۰۰۰٬۰۰۰ پوند در۲۰۲۳). او همراه با همسرش در لیلانت در غرب کورن‌وال به خاک سپرده شده است.